# Bassin de la Vistule
Le bassin versant de la Vistule s'étend sur 194 424 km2, ce qui représente plus de 60 % de toute la Pologne et toute sa partie orientale (le reste du pays est principalement drainé par l'Oder (en polonais Odra). 
Le point le plus haut de ce bassin est situé dans les Tatras, à 2 663 m d'altitude, et son altitude moyenne est de 270 m. Cependant, 55 % de la surface se situe à des altitudes comprises entre 100 et 200 m et même, 75 % entre 100 m et 300 m. Le bassin est très dissymétrique, sa plus grande partie s'étend à l'est du fleuve (rive droite).

## Affluents

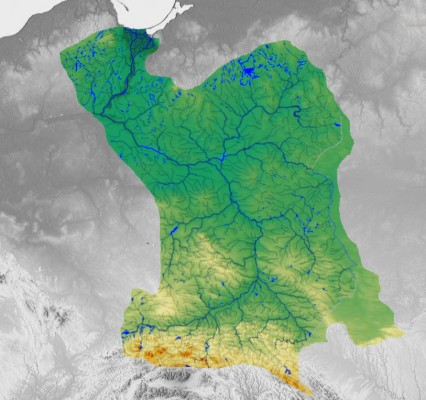
Bassin versant de la Vistule et ses affluents.

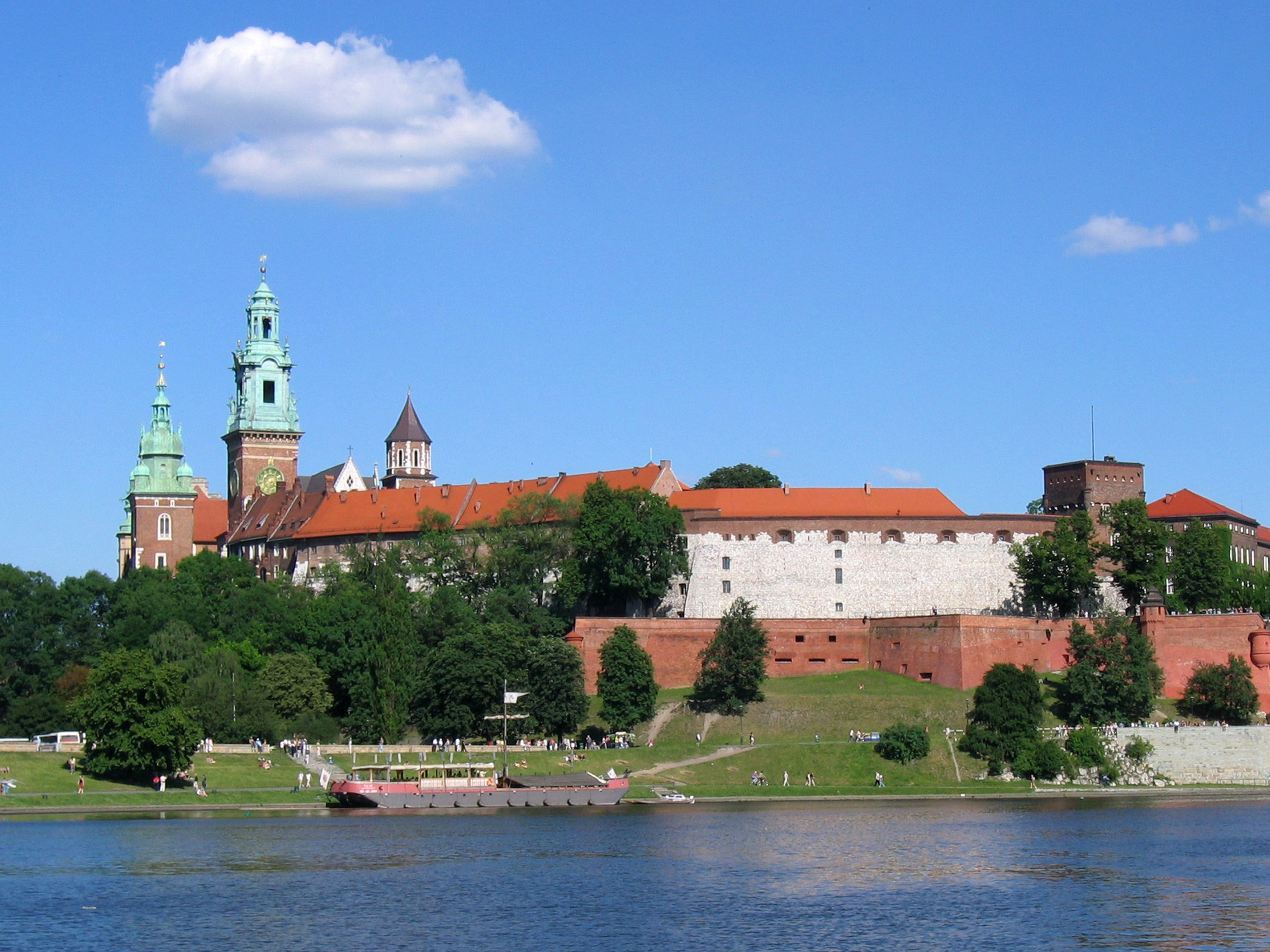
Château médiéval à Cracovie près de la Vistule.

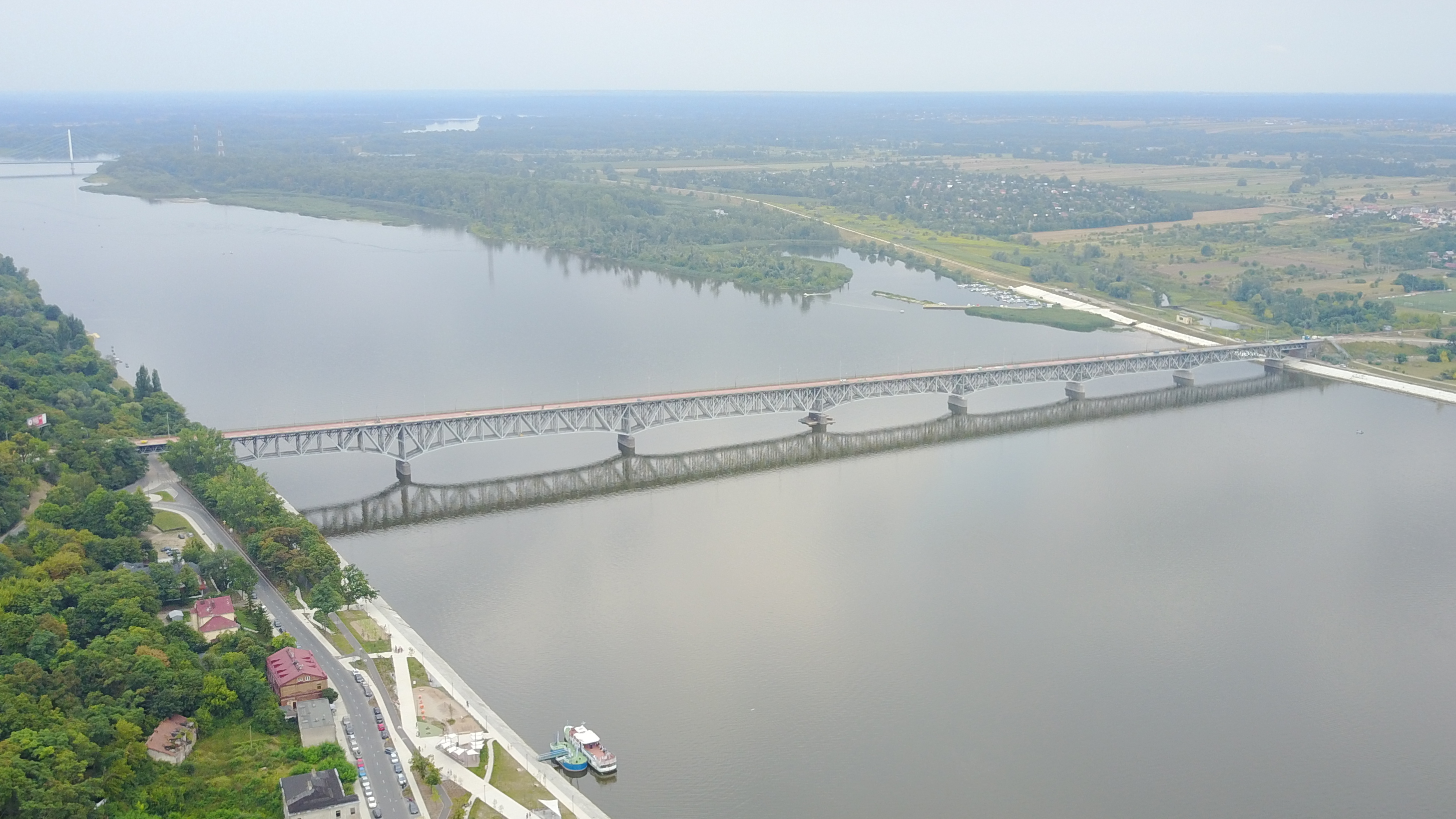
Pont sur la Vistule à Płock.

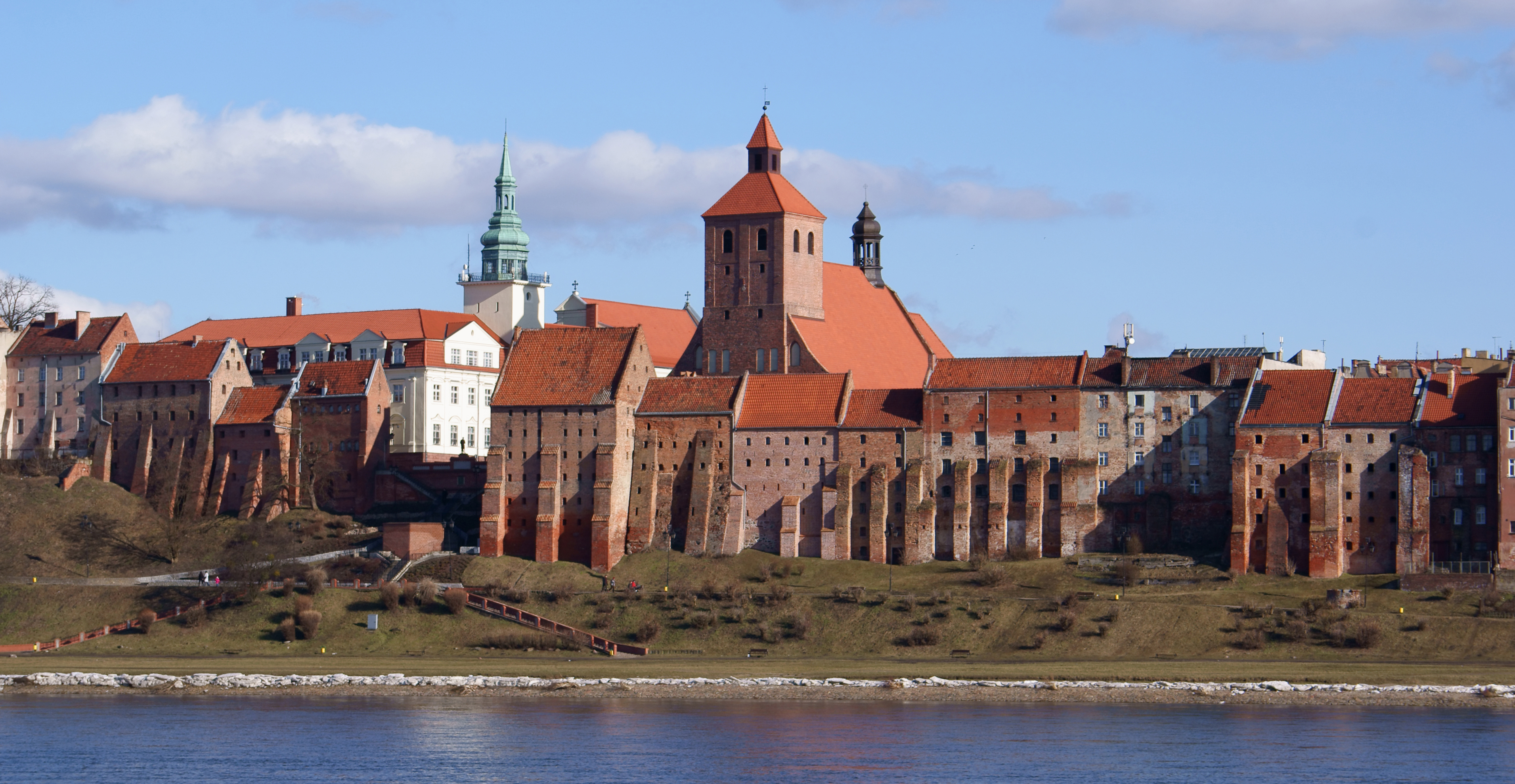
Greniers des XIIIe siècle au XVIIe siècle à Grudziądz au bord de la Vistule.

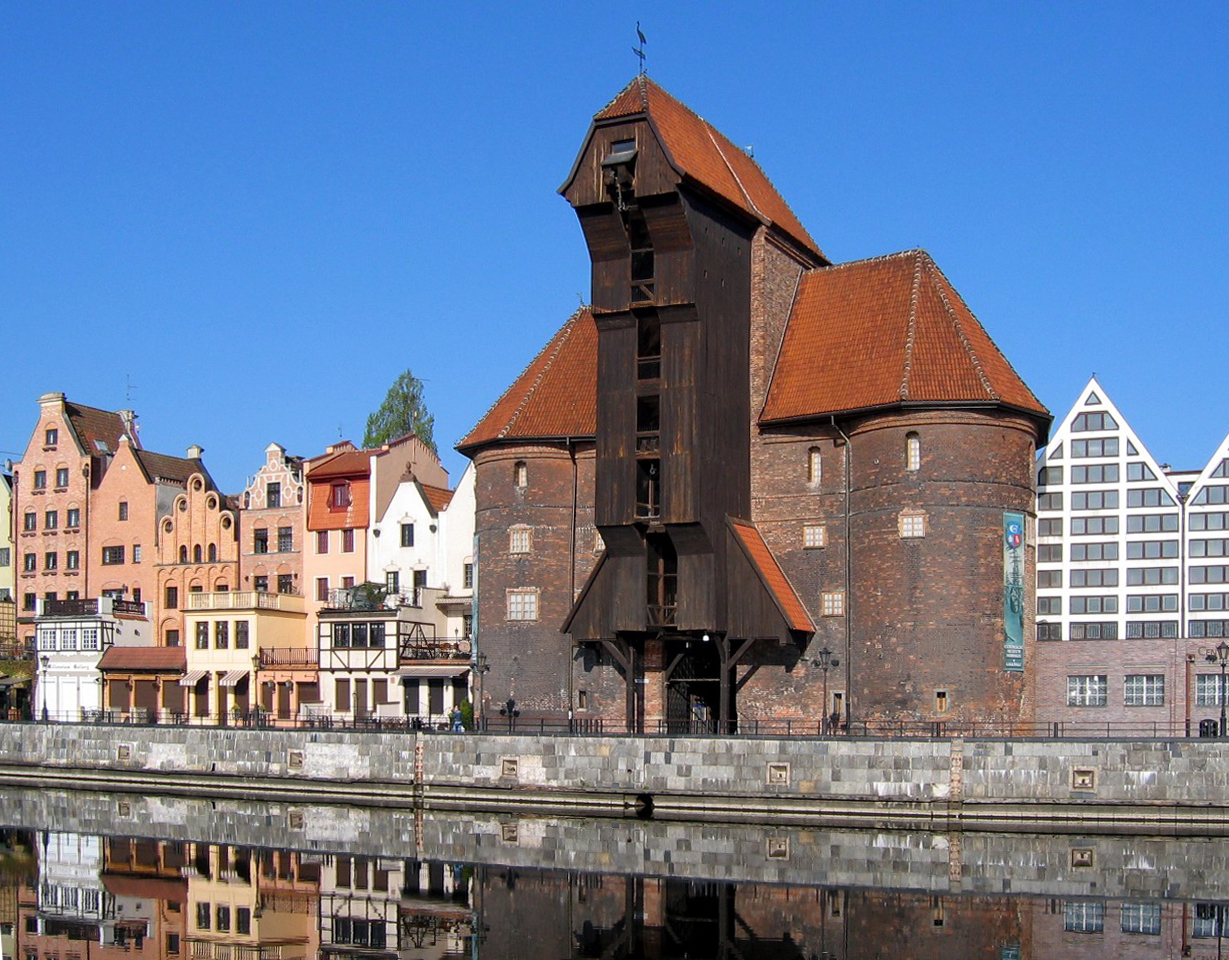
Grue médiévale : Żuraw sur la Motława (branche du delta de la Vistule près de Gdańsk).

Liste des affluents gauche et droit avec la ville confluente la plus proche, de l'amont vers l'aval.
Tributaires droits :
- Brennica - Skoczów
- Iłownica
- Biała - Czechowice-Dziedzice
- Soła
- Skawa (en) - Zator
- Skawinka - Skawina
- Wilga - Cracovie
- Drwinka
- Raba
- Gróbka
- Uszwica
- Kisielina
- Dunajec
- Breń
- Brnik
- Wisłoka
- Babulówka - Baranów Sandomierski
- Trzesniówka - Sandomierz
- Łęg - Sandomierz
- San
- Sanna - Annopol
- Wyżnica - Józefów
- Chodelka
- Bystra - Kazimierz Dolny
- Kurówka - Puławy
- Wieprz - Dęblin
- Okrzejka
- Promnik (pl)
- Wilga - Wilga
- Świder - Otwock, Józefów
- Canal Żerański - Varsovie

- Narew - Nowy Dwór Mazowiecki
  - Narewka (G)
  - Orlanka (G)
  - Supraśl (D)
  - Ślina (G)
  - Biebrza (D)
  - Gać (G)
  - Pisa (D)
  - Ruż (G)
  - Szkwa (D)
  - Rozoga (D)
  - Omulew (D)
  - Orz (G)
  - Orzyc (D)
  - Bug (G)
  - Wkra (D)

- Mołtawa
- Słupianka - Płock
- Rosica - Płock
- Brzeźnica - Płock
- Skrwa Prawa - Płock
- Mień - Nieszawa
- Drwęca - Toruń
- Bacha - Toruń
- Struga
- Osa - Grudziądz
- Liwa

Tributaires gauches :
- Krajka - Strumień
- Pszczynka
- Gostynia
- Przemsza - Chełmek
- Chech
- Rudno
- Sanka (pl) - Cracovie
- Rudawa - Cracovie
- Prądnik - Cracovie
- Dłubnia - Cracovie
- Roporek - Nowe Brzesko
- Szreniawa (pl)
- Nidzica
- Nida - Nowy Korczyn
- Strumień
- Czarna - Połaniec
- Koprzywianka - Sandomierz
- Opatówka
- Kamienna (pl)
- Krępianka - Solec nad Wisłą
- Iłżanka
- Zwoleńka
- Plewka - Janowiec
- Zagożdzonka - Kozienice
- Radomka (en)

- Pilica - Warka
  - Luciąża (G)
  - Wolbórka (Wolborka) (G)
  - Czarna (Włoszczowska) (D)
  - Drzewiczka (D)

- Czarna - Góra Kalwaria
- Jeziorka - Konstancin-Jeziorna

- Bzoura - Wyszogród
  - Moszczenica
  - Mroga
  - Struga
  - Bobrówka
  - Skierniewka
  - Rawka
  - Pisia
  - Sucha (pl)
  - Utrata

- Skrwa Lewa - Płock
- Zgłowiączka - Włocławek
- Tążyna
- Zielona
- Brda - Bydgoszcz
- Wda - Świecie
- Wierzyca - Gniew
- Motława - Gdańsk
- Radunia - Gdańsk